# Meno male
Meno male è un singolo del cantante italiano Simone Cristicchi pubblicata il 17 febbraio 2010 dall'etichetta discografica Sony Music, estratto dall'album Grand Hotel Cristicchi. Il brano Meno male è stato presentato al Festival di Sanremo 2010 e si è classificato 7º.

## Il disco
La canzone è arrivata alla serata finale del Festival, pur non rientrando tra le prime tre canzoni classificate. Nella serata dei duetti il brano, scritto da Cristicchi insieme a Frankie hi-nrg mc per la musica di A. Canini, ha duettato con il Coro dei Minatori di Santa Fiora. Durante il Festival il brano è stato diretto da Roberto Rossi.

### Tematiche
La canzone parla con tono ironico della moglie del presidente della Repubblica francese Nicolas Sarkozy, Carla Bruni. In realtà, Cristicchi la usa come pretesto per raccontare con sarcasmo «il nostro modo di essere italiani, sempre pronti a inseguire qualsiasi notizia di gossip e a disinteressarsi dei problemi veri», come ha dichiarato in un'intervista al settimanale TV Sorrisi e Canzoni; sempre nella stessa intervista, ha affermato che la canzone è idealmente dedicata a «due giornalisti appassionati di fatti e non di opinioni, come Piero Ricca e Marco Travaglio».
Intervistato a Domenica In il pomeriggio seguente alla serata finale del Festival, il cantante ha dichiarato che l'ispirazione di scrivere la canzone gli è nata proprio dal libro La scomparsa dei fatti di Travaglio, il quale a sua volta, nella puntata della sua rubrica online Passaparola del 22 febbraio 2010, ha definito la canzone di Cristicchi «molto efficace» nel descrivere il «meccanismo» del «diversivo», del «parlar d'altro», che lui stesso aveva trattato ne La scomparsa dei fatti: ovvero il distogliere l'attenzione, da parte dei media e di alcuni politici, da eventi di grande importanza politica e sociale per portarla a notizie futili e da cronaca rosa. Ha concluso la breve parentesi sulla canzone affermando che «soltanto un demente poteva pensare che quella fosse una canzone contro Carla Bruni, o contro Sarkozy».
Inizialmente la canzone era stata additata come il motivo della mancata partecipazione di Carla Bruni al Festival, circostanza poi smentita dalla stessa protagonista.
Nella puntata di AnnoZero del 25 febbraio 2010, Antonello Venditti riferendosi al titolo della canzone (Meno male) ha ipotizzato che l'uso del nome di Carla Bruni sia stato soltanto un éscamotage per evitare l'accusa di plagio di un'altra canzone (forse alludendo a Meno male che Silvio c'è). Commentando la lettura del testo della canzone, Venditti ha dichiarato: «secondo me Cristicchi voleva dire un altro nome» [...] «Fate la rima, no?» e ha cominciato a sillabare: «Car-la Bru-ni». L'intervistatore ha quindi ribattuto sillabando: «Ber-lu-sco-ni», ottenendo la conferma del cantautore.

## Video musicale
Il videoclip del singolo è stato girato interamente a Londra, poco prima della partecipazione di Cristicchi al Festival di Sanremo del 2010. Nel video il cantante gira nella zona centrale di Londra vestito in pigiama, con un cuscino sottobraccio, addormentandosi ripetutamente in posti diversi. Il video sottolinea il contrasto tra un «essere narcotizzato che tende ad addormentarsi», come lo definisce Cristicchi, e una «città che va a duemila».

## Tracce
1. Meno male – 2:57

## Classifiche
| Classifica | Posizione massima |
| ---------- | ----------------- |
| Italia     | 9                 |